# Kaiserpreis-Rennen 1907

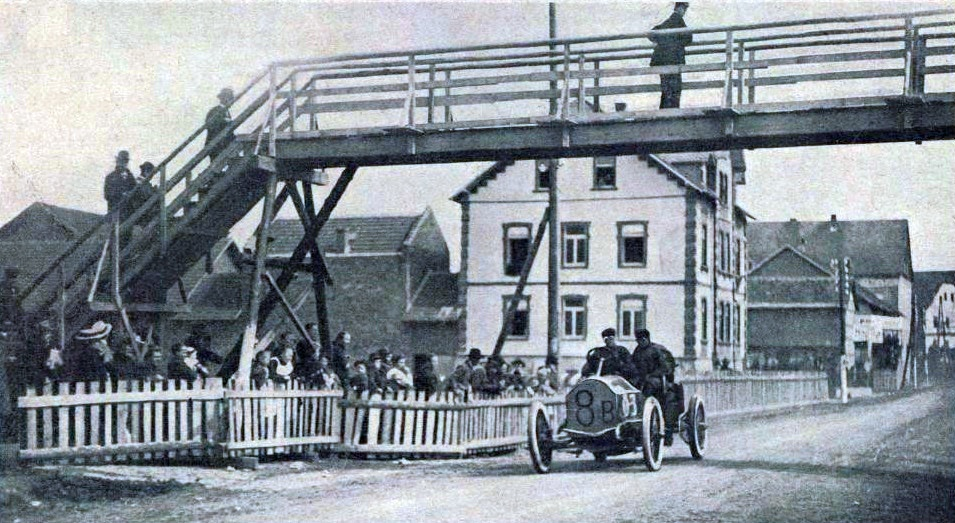
Rennsieger Felice Nazzaro bei seiner Siegesfahrt

Beim Kaiserpreis-Rennen fuhren die Fahrer jedoch im Uhrzeigersinn, also in entgegengesetzter Richtung wie beim Gordon-Bennett-Rennen, die Strecke ab. Somit hatte der Taunus innerhalb von drei Jahren zwei internationale Automobilrennen.

Das Kaiserpreis-Rennen war nach dem Gordon-Bennett-Rennen 1904 die zweite große internationale Motorsportveranstaltung in Deutschland. Es fand am 13. und 14. Juni 1907 auf einem 117 km langen Rundkurs durch den Taunus statt, der mit Start und Ziel am Kastell Saalburg von Oberursel über Bad Homburg und Usingen bis Weilburg und über Weilmünster, Esch und Königstein wieder zurück führte.
Sieger wurde Felice Nazzaro auf Fiat.

## Vorgeschichte
Der Sieg von Camille Jenatzy auf Mercedes im Gordon-Bennett-Cup von 1903, mit dem er gleichzeitig dem Deutschen Automobilclub (DAC) auch das Austragungsrecht für das Rennen im Folgejahr sicherte, weckte in Deutschland eine allgemeine nationale Rennbegeisterung, von der nicht zuletzt auch das Kaiserhaus erfasst wurde. So soll Kaiser Wilhelm II. persönlich an der Auswahl der Rennstrecke im Taunus bei Homburg beteiligt gewesen sein und mit dem Kastell Saalburg wurde ein weiteres Prestigeobjekt des Kaisers als Ort für Start und Ziel ausgewählt.
Das Rennen von 1904 endete dann allerdings mit einem Erfolg für Frankreich durch Léon Théry auf Richard-Brasier, der den Cup auch ein Jahr später auf heimischem Boden noch einmal verteidigen konnte. Auch als der Automobile Club de France (ACF) den Gordon-Bennett-Cup 1906 durch den ersten „Grand Prix“ ablöste, blieb mit Ferenc Szisz auf Renault ein französisches Fabrikat siegreich.
In Zeiten national aufgeladenen Prestigedenkens schien es aus Sicht des DAC – dank Schirmherrschaft des Kaisers mittlerweile in Kaiserlicher Automobilclub umbenannt – geboten, dem „französischen“ Grand Prix auf angemessene Weise durch eine eigene internationale Großveranstaltung zu begegnen. Ganz bewusst wurden für das Rennen um den Kaiserpreis dabei die technischen Bestimmungen in der Art festgelegt (Motoren mit maximal 8 Litern Hubraum bei einem Mindestgewicht der Wagen von 1175 kg, Vorgabe von Mindestabmessungen), dass damit auf vermeintlich alltagstaugliche Tourenwagen abgezielt wurde, im Gegensatz zu den überzüchteten Spezialkonstruktionen, die üblicherweise im Grand Prix zum Einsatz kamen. In der Praxis traten einige Firmen dennoch wiederum mit speziell für die Kaiserpreis-Formel entwickelten Hochleistungsmodellen an, die dann auch das Rennen beherrschten.

## Die Ausschreibe-Bedingungen
Die technischen Bestimmungen der Kaiserpreis-Rennformel im Einzelnen:
- Hubvolumen der Motoren 8 Liter maximal
- Das Minimalgewicht beträgt 1175 kg einschließlich Rennkarosserie und Bereifung, ohne Benzin, Wasser und Öl, ohne Ersatzteile und Werkzeuge, mit Spritzwand, Motorschutzhaube, Schutzblech unter dem Motor von vorn bis mindestens zum Schwungrad, mit Auspufftopf (Auspuffklappe zulässig), Holzrädern, Vorrichtung gegen unfreiwilligen Rücklauf, zwei voneinander unabhängige Bremsen und Hupe
- Minimalradstand 3 m
- Minimalentfernung von der Hinterkante der Spritzwand bis zur Mitte der Hinterachse 2 m
- Abstand von der Hinterkante der Spritzwand bis zur  Hinterkante der für zweisitzige Rennkarosserie ausgebildeten Sitze 1,50 m maximal
- Die Spritzwand hat senkrecht zu sein
- Höhe der beiden Sitze ohne Polster von der Chassiskante an der Vorderkante der Sitze gemessen mindestens 325 mm
- Der freie Raum zwischen Erdboden und niedrigstem Konstruktionsteil muss mindestens 15 cm betragen
- Jeder Wagen muss einen durch den Motor betätigten Rückwärtsgang haben
- Als Betriebsstoff ist Benzin von spezifischem Gewicht 680 bis 720 zu verwenden. Zusätze irgendwelcher Art sind verboten
- Die Lage der Benzinbehälter wird freigestellt
- Die Verwendung abnehmbarer Felgen ist gestattet
- Der Auspuff muss horizontal nach hinten gerichtet sein, dass durch ihn kein Aufwirbeln von Staub stattfindet

Weitere Teilnahmebedingungen:
- Zum Nennen für dieses Rennen sind alle Automobilfabriken des In- und Auslands berechtigt
- Jede Fabrik hat das Recht, bis zu drei Wagen zu nennen. Der Kaiserliche Automobil-Club behält sich jedoch das Recht vor, falls mehr Nennungen einlaufen, als dem kaiserlichen Automobil-Club zulässig erscheinen, die Zahl der Wagen von drei auf zwei pro Fabrik zu reduzieren
- Das Nennungsgeld beträgt 3.000 Mark für jeden Wagen. [...] Nennungsschluss ist der 31. Dezember 1906, nachmittags 6 Uhr.
- Als Reuegeld gilt der ganze Einsatz. Das Nennungsgeld wird nur zurückgezahlt, wenn das Rennen wegen zu geringer Beteiligung nicht stattfindet. Die Entscheidung darüber behält sich der Kaiserliche Automobil-Club vor.
- Die Fabrikanten haben die Namen ihrer Fahrer bis 1. Mai 1907 dem Kaiserlichen Automobil-Club mittelst eingeschriebenem Brief mitzuteilen. Später notwendig werdende diesbezügliche Änderungen sind bei dem kaiserlichen Automobil-Club anzumelden. Ein Wechsel der Fahrer während des Rennens ist unzulässig. Die Rennleitung behält sich das Recht vor, Fahrer wegen Gefährdung de Publikums oder der Mitkonkurrenten von der Teilnahme an dem Rennen oder der Fortsetzung desselben auszuschließen
- Beim Abwiegen der Wagen vor dem Rennen haben die Fabrikanten durch Vorlegung behördlicher Atteste nachzuweisen, dass die genannten Wagen den polizeilichen Bestimmungen ihres Heimatlandes entsprechen, die Fahrer, dass sie die behördliche Erlaubnis zum Führen von Automobilen besitzen
- Jeder Wagen muss mit zwei nebeneinandersitzenden erwachsenen Personen von normalem Gewicht besetzt sein
- Jede Aufnahme von Betriebsstoff (Benzin, Öl, Wasser usw.), jedes Auswechseln und Reparieren (Pneumatiks, Luftschläuche, Motor, Getriebe usw.) ist ausschließlich von der Bemannung des Wagens vorzunehmen. Jeder konkurrierenden Fabrik werden an der Rennstrecke zwei Plätze für ihre Depots angewiesen werden, deren Reihenfolge durch das Los bestimmt wird. Das Betreten der Rennstrecke durch Arbeiter oder Angestellte der konkurrierenden Fabriken ist verboten. Betriebsstoff und Ersatzstücke können am Rande der Rennstrecke niedergelegt, dürfen aber nur von der Bemannung des Wagens verwendet werden. Die Aufnahme von Pneumatiks, Luftschläuchen, Wasser, Benzin, Öl usw. ist ausschließlich an den Depot-Plätzen gestattet. Zuwiderhandlung hat Disqualifikation zur Folge.
- Firmen, die nicht mitkonkurrieren, aber doch an dem Rennen interessiert sind, wie die Fabrikanten von Pneumatiks oder andere, können gleichfalls je zwei Depotplätze gegen eine Miete von 1.000 Mark zugewiesen erhalten. Diesbezügliche Anträge sind bis zum 1. Mai 1907 beim Kaiserlichen Automobil-Club einzureichen
- Die Reihenfolge der Wagen beim Start wird durch das Los bestimmt
- Jeder Protest ist unter Beifügung von 300 Mark spätestens eine Stunde nach Schluss der Kontrolle einem der Herren der Rennleitung schriftlich zuzustellen. Die Zurückerstattung der 300 Mark erfolgt nur, wenn der Protest als berechtigt anerkannt wird
- Der Kaiserliche Automobil-Club behält sich den Erlass von Ausführungsbestimmungen, sowie das Recht vor, die vorstehenden Propositionen auszulegen und, wenn notwendig, zu ändern
- Alle das Rennen betreffende Entscheidungen werden endgültig von der Rennleitung getroffen. Die Konkurrenten verpflichten sich, in keinem Falle die ordentlichen Gerichte anzurufen
- Durch ordnungsgemäße Nennung unterwerfen sich die Konkurrenten den vorstehenden Propositionen und den Entscheidungen der Rennleitung

## Das Rennen
Das Rennen wurde auf der etwas veränderten Strecke von 1904 ausgetragen, die nun in entgegengesetzter Richtung durchfahren wurde. Die Rundenlänge wurde dabei auf 117 km verkürzt, die Ortsdurchfahrten wurden – anders als zuvor – dabei nun nicht mehr „neutralisiert“. Start und Ziel wurden nach Kloster Thron verlegt, ca. 1200 m von der kaiserlichen Tribüne beim Kastell Saalburg entfernt.
Die Veranstaltung erzielte ein beeindruckendes Meldeergebnis von 92 Teilnehmern, von denen 78 auch wirklich zum Start erschienen. Aufgrund der generellen Praxis, die Wagen einzeln und in festen Zeitintervallen ins Rennen zu schicken, hätte dies bedeutet, dass unter normalen Umständen die ersten bereits aus ihrer ersten Runde zurückgekehrt wären, während die letzten noch immer auf den Start gewartet hätten. Um ein solches Szenario zu verhindern, fanden am ersten Renntag zunächst zwei Ausscheidungsläufe über je zwei Runden statt. Die jeweils 20 Zeitschnellsten qualifizierten sich dabei für das Hauptrennen über vier Runden am Folgetag. Als „Teilnehmer“ galten dabei jeweils die Wagen, so dass es Fahrern (wie z. B. Arthur Duray auf Lorraine-Dietrich) möglich war, in beiden Vorläufen anzutreten und auf diese Weise zwei Autos zu qualifizieren.
Wie üblich begannen die Rennmannschaften schon Wochen vor dem Start mit Trainingsfahrten auf der noch nicht abgesicherten Strecke. Dabei kam es immer wieder auch zu schweren Unfällen, bei denen am 2. April ein von einem Rennwagen erfasstes elfjähriges Mädchen ums Leben kam. Am 7. Mai fand erlitt der Technische Direktor der belgischen Pipe-Werke, Otto Pfänder, als Beifahrer von Charles Deplus bei einem weiteren Unfall tödliche Verletzungen.
Den ersten Lauf, der um 4 Uhr morgens bei regnerischen Bedingungen gestartet wurde, gewann Vincenzo Lancia auf Fiat mit 5 Minuten Vorsprung vor den Opel-Fahrern Carl Jörns und Fritz Opel sowie Lucien Hautvast auf Pipe. Etwas enttäuschend war dagegen das Abschneiden von Camille Jenatzy auf (Mercedes), der sich als Nummer-1-Fahrer in Deutschlands führendem Rennstall lediglich als Vorletzter gerade noch für die Teilnahme am Hauptrennen qualifizierte. Jenatzy hatte darauf bestanden, auf Reifen seiner eigenen Firma zu starten, die gegenüber den auf den restlichen Wagen des Teams montierten Continental-Reifen deutlich schlechter abschnitten.
Verlauf und Ergebnis des zweiten Vorlaufs entsprachen im Wesentlichen dem des ersten Rennens. Es gewannen die beiden Fiat-Fahrer Felice Nazzaro und Louis Wagner souverän vor Charles Deplus auf Pipe. Auch in diesem Lauf setzten sich abgesehen von einigen Ausfällen damit alle als Favoriten gehandelte Teilnehmer am Ende durch. Jedoch nahm in diesem Lauf auch die Serie tragischer Ereignisse ihre Fortsetzung, als Otto Göbel mit seinem Adler kurz hinter Glashütten beim Versuch, einen Konkurrenten zu überholen, auf regennasser Strecke von der Fahrbahn abkam und mit einem Kilometerstein kollidierte. Bei dem Unfall fand Göbels Beifahrer Ludwig Faber den Tod, Göbel selbst wurde schwer verletzt.
Besonders bemerkenswert ist außerdem die Teilnahme der Mercédès-Mixte-Wagen mit benzin-elektrischem Hybridantrieb aus den Österreichischen Daimler-Werken, die unter der Bewerbung des Pariser Firmenablegers Société Mercédès Electrique in die Vorläufe geschickt wurden, ein Jahrhundert vor dem Einzug von KERS in der Formel 1. Beide Wagen qualifizierten sich allerdings nicht für den Endlauf.
Am Tag des Finalrennens besserte sich das Wetter, die Strecke war abgesehen von einigen Waldpassagen trocken, was jedoch an den grundsätzlichen Kräfteverhältnissen unter den Teilnehmern wenig änderte. An der Spitze entwickelte sich erneut der Kampf Fiat gegen Pipe, wieder mit Vorteilen für Fiat. Zwar entriss Pipe-Fahrer Hautvast in der zweiten Runde Wagner auf Fiat die Führung vorübergehend, der das Tempo nicht mehr halten konnte und am Ende auf den fünften Platz zurückfiel. Nun kam jedoch Wagners Stallgefährte Nazzaro immer stärker auf und zog in der dritten Runde endgültig an dem Belgier vorbei. Zum Schluss des Rennens kam Hautvast auch durch die Opel-Fahrer Jörns und Christian Michel noch einmal unter Druck, behauptete aber den zweiten Platz noch bis ins Ziel.
Mit der Kaiserpreis-Trophäe hatte Nazzaro nach seinem Erfolg bei der Targa Florio damit bereits das zweite der drei großen internationalen Rennen der Saison 1907 für Fiat gewonnen. Drei Wochen später folgte als Krönung auch der Sieg beim „Grand Prix“ in Dieppe, wodurch Italien erstmals den Spitzenrang unter den Automobilnationen einnahm.
Aus deutscher Sicht war der Rennverlauf dagegen erneut enttäuschend. Zwar wurde Carl Jörns auf Opel 34/65 PS der Preis für das beste deutsche Fahrzeug verliehen, was dem Hause Opel gleichzeitig den Titel „Hoflieferant“ bescherte, dennoch blieb der Kaiserpreis von 1907 – im Gegensatz zum Grand Prix – ein einmaliges Ereignis, das trotz großen Teilnehmerzuspruchs und Zuschauerinteresse im darauffolgenden Jahr keine Fortsetzung mehr fand.
Lediglich beim Rennen auf dem Circuit des Ardennes zwei Wochen später, wie auch etwas später im Jahr noch einmal im Rahmen der Rennwoche von Brescia wurden noch einmal zwei Läufe nach der Kaiserpreis-Rennformel ausgeschrieben. Sieger wurden John Moore-Brabazon auf Minerva und Ferdinando Minoia für Isotta Fraschini.
In den Folgejahren wurde an Stelle dessen noch mehrmals die Prinz-Heinrich-Fahrt ausgetragen: Prinz Heinrich von Preußen war der motorsportbegeisterte Bruder des Kaisers Wilhelm II. Diese Veranstaltungen hatten als Vorläufer des modernen Rallye-Sports jedoch eher den Charakter von Zuverlässigkeitsfahrten als dem eines reinen Geschwindigkeitswettbewerbs.
Im Jahr 2007 fand ein Jubiläumsrennen mit Oldtimern statt.

## Ergebnisse

### Meldeliste
| Team                                                              | Nr. | Fahrer                               | Info  | Chassis                  | Motor                   | Reifen |
| ----------------------------------------------------------------- | --- | ------------------------------------ | ----- | ------------------------ | ----------------------- | ------ |
| Bielefelder Maschinenfabrik vorm. Dürkopp & Co., Bielefeld        | 01A | Emil August Schmidt                  |       | Dürkopp                  | Dürkopp 8L I4           | C      |
| Bielefelder Maschinenfabrik vorm. Dürkopp & Co., Bielefeld        | 01B | Heinrich Oelerich                    |       | Dürkopp                  | Dürkopp 8L I4           | C      |
| Bielefelder Maschinenfabrik vorm. Dürkopp & Co., Bielefeld        | 01C | Johann Jarosch                       |       | Dürkopp                  | Dürkopp 8L I4           | C      |
| Fabbrica Torinese Automobili Junior (Societa), Turin              | 02A | Tolotti                              | DNA   | Junior                   |                         |        |
| Fabbrica Torinese Automobili Junior (Societa), Turin              | 02B |                                      | DNA   | Junior                   |                         |        |
| Adam Opel, Automobilwerke, Rüsselsheim                            | 03A | Friedrich Opel                       |       | Opel                     | Opel 7,9L I4            | C      |
| Adam Opel, Automobilwerke, Rüsselsheim                            | 03B | Carl Jörns                           |       | Opel                     | Opel 7,9L I4            | C      |
| Adam Opel, Automobilwerke, Rüsselsheim                            | 03C | Christian Michel                     |       | Opel                     | Opel 7,9L I4            | C      |
| Rebour-Mathis, Puteaux                                            | 04A | Émile Taddéoli                       |       | Rebour-Mathis            |                         |        |
| Rebour-Mathis, Puteaux                                            | 04B | Lewis Gresse                         | DNA a | Rebour-Mathis            |                         |        |
| Argus Motoren-Gesellschaft m.b.H., Berlin                         | 05A | Wilhelm Flohr                        |       | Argus                    |                         |        |
| Sun Motoren-Gesellschaft, Berlin                                  | 06A | Emil Jeannin                         |       | Sun                      |                         | D      |
| Benz & Co., Rheinische Gasmotorenfabrik, A.-G., Mannheim          | 07A | Victor Hémery                        |       | Benz 38/60 PS            | Benz 8L I4              | C      |
| Benz & Co., Rheinische Gasmotorenfabrik, A.-G., Mannheim          | 07B | Paul Spamann                         |       | Benz 38/60 PS            | Benz 8L I4              | C      |
| Benz & Co., Rheinische Gasmotorenfabrik, A.-G., Mannheim          | 07C | Clemens von Bojano b                 |       | Benz 38/60 PS            | Benz 8L I4              | C      |
| Fabbrica Italiana die Automobili (Fiat), Turin                    | 08A | Vincenzo Lancia                      |       | Fiat                     | Fiat 8L I4              | M      |
| Fabbrica Italiana die Automobili (Fiat), Turin                    | 08B | Felice Nazzaro                       |       | Fiat                     | Fiat 8L I4              | M      |
| Fabbrica Italiana die Automobili (Fiat), Turin                    | 08C | Louis Wagner                         |       | Fiat                     | Fiat 8L I4              | M      |
| Société Mercédès Electrique, Paris                                | 09A | „Alexander Burton“                   |       | Mercédès-Mixté 80 PS     | Mercedes 8L I4          | C      |
| Société Mercédès Electrique, Paris                                | 09B | Gastard c                            |       | Mercédès-Mixté 80 PS     | Mercedes 8L I4          | C      |
| Société Mercédès Electrique, Paris                                |     | Hermann Braun                        | DNS d | Mercédès-Mixté 80 PS     | Mercedes 8L I4          | C      |
| Minerva Motors Ltd., Berchem-Antwerpen                            | 10A | John Moore-Brabazon                  |       | Minerva                  |                         | E      |
| Minerva Motors Ltd., Berchem-Antwerpen                            | 10B | Kenelm Lee Guinness                  |       | Minerva                  |                         | E      |
| Minerva Motors Ltd., Berchem-Antwerpen                            | 10C | Albert Guyot                         |       | Minerva                  |                         | E      |
| Martin & Lethimonnier, Paris                                      | 11A | Philippe Ducom ( Alfred Villemain) e |       | Martin-Lethimonnier      |                         |        |
| Martin & Lethimonnier, Paris                                      | 11B | Philippe Ducom                       |       | Martin-Lethimonnier      |                         |        |
| Société Anonyme des Automobiles Mors, Paris                       | 12A | Adolphe Lavergne                     |       | Mors                     |                         |        |
| Société Lorraine de Dietrich, Luneville                           | 13A | Fernand Gabriel / ( Arthur Duray) f  |       | Lorraine-Dietrich Type I | Lorraine-Dietrich 8L I4 | M      |
| Société Lorraine de Dietrich, Luneville                           | 13B | Henri Rougier                        |       | Lorraine-Dietrich Type I | Lorraine-Dietrich 8L I4 | M      |
| Société Lorraine de Dietrich, Luneville                           | 13C | Arthur Duray                         |       | Lorraine-Dietrich Type I | Lorraine-Dietrich 8L I4 | M      |
| A. Darracq & Co., Ltd, Suresnes                                   | 14A | Vincenzo Florio                      |       | Darracq                  |                         | C      |
| A. Darracq & Co., Ltd, Suresnes                                   | 14B | Paolo Tasca g                        |       | Darracq                  |                         | C      |
| A. Darracq & Co., Ltd, Suresnes                                   | 14C | Benno Brauda                         |       | Darracq                  |                         | C      |
| A. Darracq & Co., Ltd, Suresnes                                   |     | Max Hilz                             | RES   | Darracq                  |                         | C      |
| Motorenfabrik Protos, Berlin                                      | 15A | Franz Adelberger                     |       | Protos                   | Protos 6,9L I6          | C      |
| Usines Pipe, Brüssel                                              | 16A | Lucien Hautvast                      |       | Pipe                     | Pipe 8L I4              | C      |
| Usines Pipe, Brüssel                                              | 16B | Pierre de Caters                     |       | Pipe                     | Pipe 8L I4              | C      |
| Usines Pipe, Brüssel                                              | 16C | Charles Deplus                       |       | Pipe                     | Pipe 8L I4              | C      |
| Fabbrica Ligure die Automobili (FLAG), Genua                      | 17A | Carlo Raggio                         | DNA   | FLAG                     |                         |        |
| Fabbrica Ligure die Automobili (FLAG), Genua                      | 17B |                                      | DNA   | FLAG                     |                         |        |
| Fabbrica Ligure die Automobili (FLAG), Genua                      | 17C |                                      | DNA   | FLAG                     |                         |        |
| August Horch & Cie. Motorwagenwerke AG, Zwickau                   | 18A | Bruno Büchner                        |       | Horch                    |                         |        |
| August Horch & Cie. Motorwagenwerke AG, Zwickau                   | 18B | Hans Hoffmann                        |       | Horch                    |                         |        |
| August Horch & Cie. Motorwagenwerke AG, Zwickau                   | 18C | Ludwig Krapff                        |       | Horch                    |                         |        |
| Adler-Fahrradwerke vorm. H. Kleyer, Frankfurt a. M.               | 19A | Paul Geller                          |       | Adler                    |                         | C      |
| Adler-Fahrradwerke vorm. H. Kleyer, Frankfurt a. M.               | 19B | Richard Fischer                      |       | Adler                    |                         | C      |
| Adler-Fahrradwerke vorm. H. Kleyer, Frankfurt a. M.               | 19C | Otto Göbel h                         |       | Adler                    |                         | C      |
| Vinot & Deguingand, Puteaux                                       | 20A | Charles Féry                         |       | Vinot & Deguingand       |                         |        |
| Vinot & Deguingand, Puteaux                                       | 20B | Robert d’Hespel                      |       | Vinot & Deguingand       |                         |        |
| Rochet & Schneider, Ltd., Lyon                                    | 21A | Waldin oder Wladin                   | DNA   | Rochet-Schneider         |                         | M      |
| Rochet & Schneider, Ltd., Lyon                                    | 21B | Viton                                |       | Rochet-Schneider         |                         | M      |
| E. E. C. Mathis, Strasbourg                                       | 22A | Émile Mathis                         |       | Mathis                   |                         |        |
| Heinrich Ehrhardt, Abt. Automobilbau, Düsseldorf                  | 23A | Fritz Kirchheim                      |       | Ehrhardt-Decauville      |                         |        |
| Heinrich Ehrhardt, Abt. Automobilbau, Düsseldorf                  | 23B | Carl Beireis                         |       | Ehrhardt-Decauville      |                         |        |
| Societa Automobili Brevetti-Fiat, Turin                           | 24A | Boschis E. Rostain                   | DNA   | Brevetti Fiat            |                         |        |
| Société Anonyme des Automobiles Ariès, Villeneuve-la-Garenne      | 25A | Leon Collinet                        | DNA   | Ariès                    |                         |        |
| Société Anonyme des Automobiles Ariès, Villeneuve-la-Garenne      | 25B | Jean Vallée                          | DNA   | Ariès                    |                         |        |
| Fahrzeugfabrik Eisenach                                           | 26A | Robert Schmidt                       |       | Dixi                     | Dixi 7,4L I4            | C      |
| Fahrzeugfabrik Eisenach                                           | 26B | Saemann                              |       | Dixi                     | Dixi 7,4L I4            | C      |
| Fahrzeugfabrik Eisenach                                           | 26C | Eduard Bauer                         | DNA   | Dixi                     | Dixi 7,4L I4            | C      |
| Fabbrica Automobili Isotta Fraschini Milano                       | 27A | Vincenzo Trucco                      |       | Isotta Fraschini         | Isotta Fraschini 8L I4  | M      |
| Fabbrica Automobili Isotta Fraschini Milano                       | 27B | Ferdinando Minoia                    |       | Isotta Fraschini         | Isotta Fraschini 8L I4  | M      |
| Fabbrica Automobili Isotta Fraschini Milano                       | 27C | Giuseppe Tamagni                     |       | Isotta Fraschini         | Isotta Fraschini 8L I4  | M      |
| Roberto Züst, Mailand                                             | 28A | Enrico Maggioni                      |       | Züst                     |                         |        |
| Roberto Züst, Mailand                                             | 28B | Marco Conti                          | DNA   | Züst                     |                         |        |
| The Daimler Motor Co. (1904), London                              | 29A | Alfred Bush                          |       | Daimler                  |                         | C      |
| The Daimler Motor Co. (1904), London                              | 29B | George Ison                          |       | Daimler                  |                         | C      |
| The Daimler Motor Co. (1904), London                              | 29C | Hodierne                             |       | Daimler                  |                         | C      |
| Société Generale des Automobiles „Porthos“, Billancourt           | 30A | Émile Stricker                       |       | Porthos                  |                         |        |
| Société Generale des Automobiles „Porthos“, Billancourt           | 30B | Colin de Fries                       |       | Porthos                  |                         |        |
| Société des Automobiles Gobron-Brillié, Boulogne s/Seine          | 31A | Eduard Douet                         |       | Gobron-Brillié           | Gobron-Brillié 7,7L I6  | C      |
| Société des Automobiles Gobron-Brillié, Boulogne s/Seine          | 31B | Francis Terry                        |       | Gobron-Brillié           | Gobron-Brillié 7,7L I6  | C      |
| Martini Automobile Compagnie Ltd., Saint-Blaise                   | 32A | Julius Beutler                       |       | Martini                  | Martini 7,9L I4         | C      |
| Martini Automobile Compagnie Ltd., Saint-Blaise                   | 32B | Beck i                               |       | Martini                  | Martini 7,9L I4         | C      |
| Fabbrica Automobili e Velocipedi E. Bianchi & Cie., Mailand       | 33A | Gian Ferdinando Tomaselli            |       | Bianchi                  | Bianchi 8L I4           | C      |
| Fabbrica Automobili e Velocipedi E. Bianchi & Cie., Mailand       | 33B | Carlo Maserati                       |       | Bianchi                  | Bianchi 8L I4           | C      |
| Daimler Motoren-Gesellschaft, Untertürkheim                       | 34A | Camille Jenatzy                      |       | Mercedes 80 PS           | Mercedes 8L I4          | J      |
| Daimler Motoren-Gesellschaft, Untertürkheim                       | 34B | Willy Pöge                           |       | Mercedes 80 PS           | Mercedes 8L I4          | C      |
| Daimler Motoren-Gesellschaft, Untertürkheim                       | 34C | Otto Salzer                          |       | Mercedes 80 PS           | Mercedes 8L I4          | C      |
| Fabbrica di Automobili Itala, Turin                               | 35A | Alessandro Cagno                     |       | Itala                    | Itala 8L I4             | C      |
| Fabbrica di Automobili Itala, Turin                               | 35B | Maurice Fabry                        |       | Itala                    | Itala 8L I4             | C      |
| Fabbrica di Automobili Itala, Turin                               | 35C | Henri Fournier                       |       | Itala                    | Itala 8L I4             | C      |
| Süddeutsche Automobil-Fabrik Gaggenau                             | 36A | Otto Hieronimus                      |       | Gaggenau                 |                         |        |
| Süddeutsche Automobil-Fabrik Gaggenau                             | 36B | Hermann Lucke j                      | DNA   | Gaggenau                 |                         |        |
| Süddeutsche Automobil-Fabrik Gaggenau                             | 36C | Otto Hieronimus ( Thaddäus Robl) k   |       | Gaggenau                 |                         |        |
| La Métallurgique, Marchienne-au-Pont                              | 37A | Hugo Wilhelm                         |       | Métallurgique            |                         | C      |
| La Métallurgique, Marchienne-au-Pont                              | 37B | Christian Riecken                    |       | Métallurgique            |                         | C      |
| La Métallurgique, Marchienne-au-Pont                              | 37C | Ernst Büssing                        | DNA   | Métallurgique            |                         | C      |
| Société An. d. Anc. Etabl. L. Picker Moccand & Cie, „Lucia“, Genf | 38A | Guillaume Busson                     | DNA   | Lucia                    |                         |        |
| S. F. Edge Ltd. (Napier), London                                  | 39A | Lord C. G. Glentworth                |       | Napier                   |                         |        |
| Atelier A. G. Piedboeuf (Imperia), Lüttich                        | 40A | Paul Henze                           |       | Piedboeuf-Imperia        |                         | E      |
| Gräf & Stift, Automobilfabrik, Wien                               | 41A | Walter Saze l                        |       | Gräf & Stift             |                         |        |
| Neue Automobil-Gesellschaft (N. A. G.), Berlin                    | 42A | Carl Fritsch                         |       | NAG                      | NAG 8L I4               | C      |
| Neue Automobil-Gesellschaft (N. A. G.), Berlin                    | 42B | Willy Salzer m                       |       | NAG                      | NAG 8L I4               | C      |
| Neue Automobil-Gesellschaft (N. A. G.), Berlin                    | 42C | Hans Ernecke                         |       | NAG                      | NAG 8L I4               | C      |

### Rennergebnis

#### Vorlauf 1
| Pos. | Fahrer                    | Konstrukteur          | Runden | Stopps | Zeit    | Start | Schnellste Runde | Ausfallgrund      |
| ---- | ------------------------- | --------------------- | ------ | ------ | ------- | ----- | ---------------- | ----------------- |
| 01   | Vincenzo Lancia           | Fiat                  | 2      |        | 2:56:17 | 7     | 1:26:17          |                   |
| 02   | Carl Jörns                | Opel                  | 2      |        | 3:00:08 | 38    |                  |                   |
| 03   | Friedrich Opel            | Opel                  | 2      |        | 3:01:00 | 2     |                  |                   |
| 04   | Lucien Hautvast           | Pipe                  | 2      |        | 3:02:53 | 15    |                  |                   |
| 05   | Paul Geller               | Adler                 | 2      |        | 3:02:56 | 17    |                  |                   |
| 06   | Alessandro Cagno          | Itala                 | 2      |        | 3:05:26 | 30    |                  |                   |
| 07   | Hugo Wilhelm              | Métallurgique         | 2      |        | 3:08:05 | 32    |                  |                   |
| 08   | Robert Schmidt            | Dixi                  | 2      |        | 3:11:39 | 21    |                  |                   |
| 09   | Vincenzo Florio           | Darracq               | 2      |        | 3:11:50 | 13    |                  |                   |
| 10   | Victor Hémery             | Benz                  | 2      |        | 3:12:52 | 6     |                  |                   |
| 11   | John Moore-Brabazon       | Minerva               | 2      |        | 3:14:56 | 9     |                  |                   |
| 12   | Arthur Duray              | Lorraine-Dietrich     | 2      |        | 3:15:51 | 12    |                  |                   |
| 13   | Franz Adelberger          | Protos                | 2      |        | 3:34:20 | 14    |                  |                   |
| 14   | Emil Jeannin              | Sun                   | 2      |        | 3:35:18 | 4     |                  |                   |
| 15   | Paul Henze                | Piedboeuf-Imperia     | 2      |        | 3:37:43 | 34    |                  |                   |
| 16   | Eduard Douet              | Gobron-Brillié        | 2      |        | 3:41:36 | 26    |                  |                   |
| 17   | Emil August Schmidt       | Dürkopp               | 2      |        | 3:44:41 | 1     |                  |                   |
| 18   | Gian Ferdinando Tomaselli | Bianchi               | 2      |        | 3:48:25 | 28    |                  |                   |
| 19   | Camille Jenatzy           | Mercedes              | 2      |        | 3:50:55 | 29    |                  |                   |
| 20   | Julius Beutler            | Martini               | 2      |        | 3:57:06 | 27    |                  |                   |
| 21   | Walter Saze               | Gräf & Stift          | 2      |        | 3:58:54 | 35    |                  |                   |
| 22   | Charles Féry              | Vinot & Deguingand    | 2      |        | 3:59:52 | 18    |                  |                   |
| 23   | Émile Mathis              | Mathis                | 2      |        | 4:03:07 | 19    |                  |                   |
| 24   | Fritz Kirchheim           | Ehrhardt-Decauville   | 2      |        | 4:16:01 | 20    |                  |                   |
| 25   | Adolphe Lavergne          | Mors                  | 2      |        | 4:28:25 | 11    |                  |                   |
| —    | Heinrich Oelerich         | Dürkopp               | 1      |        | DNF     | 37    |                  | Unfall            |
| —    | Bruno Büchner             | Horch                 | 1      |        | DNF     | 16    |                  |                   |
| —    | Émile Taddéoli            | Rebour-Mathis         | 1      |        | DNF     | 3     |                  |                   |
| —    | Carl Fritsch              | NAG                   | 1      |        | DNF     | 36    |                  | Defekt            |
| —    | Wilhelm Flohr             | Argus                 | 0      |        | DNF     | 5     |                  |                   |
| —    | „Alexander Burton“        | Mercédès-Mixté        | 0      |        | DNF     | 8     |                  | Unfall            |
| —    | Philippe Ducom            | Martin & Lethimonnier | 0      |        | DNF     | 10    |                  |                   |
| —    | Vincenzo Trucco           | Isotta Fraschini      | 0      |        | DNF     | 22    |                  | Unfall            |
| —    | Enrico Maggioni           | Züst                  | 0      |        | DNF     | 23    |                  |                   |
| —    | Alfred Bush               | Daimler               | 0      |        | DNF     | 24    |                  |                   |
| —    | Émile Stricker            | Porthos               | 0      |        | DNF     | 25    |                  | Radbruch / Unfall |
| —    | Otto Hieronimus           | Gaggenau              | 0      |        | DNF     | 31    |                  | Unfall            |
| —    | Paul Spamann              | Benz                  | 0      |        | DNF     | 39    |                  |                   |
| —    | Lord C. G. Glentworth     | Napier                | 0      |        | DNF     | 33    |                  |                   |

#### Vorlauf 2
| Pos. | Fahrer              | Konstrukteur          | Runden | Stopps | Zeit    | Start | Schnellste Runde | Ausfallgrund |
| ---- | ------------------- | --------------------- | ------ | ------ | ------- | ----- | ---------------- | ------------ |
| 01   | Felice Nazzaro      | Fiat                  | 2      |        | 2:50:11 | 1     | 1:24:10          |              |
| 02   | Louis Wagner        | Fiat                  | 2      |        | 2:56:55 | 27    |                  |              |
| 03   | Charles Deplus      | Pipe                  | 2      |        | 3:01:45 | 31    |                  |              |
| 04   | Arthur Duray        | Lorraine-Dietrich     | 2      |        | 3:09:45 | 29    |                  |              |
| 05   | Willy Pöge          | Mercedes              | 2      |        | 3:09:56 | 20    |                  |              |
| 06   | Otto Salzer         | Mercedes              | 2      |        | 3:11:37 | 36    |                  |              |
| 07   | Henri Fournier      | Itala                 | 2      |        | 3:12:32 | 37    |                  |              |
| 08   | Ferdinando Minoia   | Isotta Fraschini      | 2      |        | 3:12:42 | 14    |                  |              |
| 09   | Albert Guyot        | Minerva               | 2      |        | 3:13:01 | 28    |                  |              |
| 10   | Henri Rougier       | Lorraine-Dietrich     | 2      |        | 3:13:27 | 5     |                  |              |
| 11   | Maurice Fabry       | Itala                 | 2      |        | 3:14:20 | 21    |                  |              |
| 12   | Saemann             | Dixi                  | 2      |        | 3:14:20 | 13    |                  |              |
| 13   | Christian Michel    | Opel                  | 2      |        | 3:19:05 | 25    |                  |              |
| 14   | George Ison         | Daimler               | 2      |        | 3:25:28 | 15    |                  |              |
| 15   | Beck                | Martini               | 2      |        | 3:25:43 | 18    |                  |              |
| 16   | Carlo Maserati      | Bianchi               | 2      |        | 3:27:02 | 19    |                  |              |
| 17   | Benno Brauda        | Darracq               | 2      |        | 3:28:00 | 30    |                  |              |
| 18   | Willy Salzer        | NAG                   | 2      |        | 3:31:34 | 23    |                  |              |
| 19   | Viton               | Rochet-Schneider      | 2      |        | 3:32:33 | 11    |                  |              |
| 20   | Francis Terry       | Gobron-Brillié        | 2      |        | 3:35:54 | 17    |                  |              |
| 21   | Johann Jarosch      | Dürkopp               | 2      |        | 3:38:08 | 24    |                  |              |
| 22   | Paolo Tasca         | Darracq               | 2      |        | 3:44:11 | 6     |                  |              |
| 23   | Colin de Fries      | Porthos               | 2      |        | 3:53:54 | 16    |                  |              |
| 24   | Kenelm Lee Guinness | Minerva               | 2      |        | 3:55:29 | 3     |                  |              |
| 25   | Gastard             | Mercédès-Mixté        | 2      |        | 4:56:39 | 2     |                  |              |
| 26   | Pierre de Caters    | Pipe                  | 2      |        | 4:01:49 | 7     |                  |              |
| 27   | Richard Fischer     | Adler                 | 2      |        | 4:02:39 | 9     |                  |              |
| —    | Otto Göbel          | Adler                 | 1      |        | DNF     | 33    |                  | Unfall a     |
| —    | Carl Beireis        | Ehrhardt-Decauville   | 1      |        | DNF     | 12    |                  |              |
| —    | Clemens von Bojano  | Benz                  | 1      |        | DNF     | 26    |                  |              |
| —    | Hans Hoffmann       | Horch                 | 1      |        | DNF     | 8     |                  |              |
| —    | Philippe Ducom      | Martin & Lethimonnier | 0      |        | DNF     | 4     |                  |              |
| —    | Ludwig Krapff       | Horch                 | 0      |        | DNF     | 32    |                  | Unfall       |
| —    | Giuseppe Tamagni    | Isotta Fraschini      | 0      |        | DNF     | 34    |                  |              |
| —    | Hodierne            | Daimler               | 0      |        | DNF     | 35    |                  |              |
| —    | Otto Hieronimus     | Gaggenau              | 0      |        | DNF     | 38    |                  |              |
| —    | Hans Ernecke        | NAG                   | 0      |        | DNF     | 39    |                  |              |
| —    | Robert d’Hespel     | Vinot & Deguingand    |        |        | DNF     | 10    |                  |              |
| —    | Christian Riecken   | Métallurgique         |        |        | DNF     | 22    |                  | Ventildefekt |

#### Endlauf
| Pos. | Fahrer                    | Konstrukteur      | Runden   | Stopps | Zeit          | Start | Schnellste Runde | Ausfallgrund                             |
| ---- | ------------------------- | ----------------- | -------- | ------ | ------------- | ----- | ---------------- | ---------------------------------------- |
| 01   | Felice Nazzaro            | Fiat              | 4        | 1      | 5:34:28,200   | 21    |                  |                                          |
| 02   | Lucien Hautvast           | Pipe              | 4        | 1      | + 4:44,200    | 10    |                  |                                          |
| 03   | Carl Jörns                | Opel              | 4        | 1      | + 5:22,800    | 20    |                  |                                          |
| 04   | Christian Michel          | Opel              | 4        | 1      | + 15:08,600   | 33    |                  |                                          |
| 05   | Louis Wagner              | Fiat              | 4        | 1      | + 16:22,600   | 34    |                  |                                          |
| 06   | Vincenzo Lancia           | Fiat              | 4        | 1      | + 17:23,400   | 5     | 1:22:55,600      |                                          |
| 07   | Ferdinando Minoia         | Isotta Fraschini  | 4        | 1      | + 18:52,000   | 25    |                  |                                          |
| 08   | Henri Fournier            | Itala             | 4        | 1      | + 18:52,200   | 40    |                  |                                          |
| 09   | Otto Salzer               | Mercedes          | 4        | 1      | + 23:06,800   | 39    |                  |                                          |
| 10   | Alessandro Cagno          | Itala             | 4        | 1      | + 24:45,800   | 17    |                  |                                          |
| 11   | Robert Schmidt            | Dixi              | 4        | 1      | + 29:04,000   | 12    |                  |                                          |
| 12   | Julius Beutler            | Martini           | 4        | 1      | + 32:44,200   | 14    |                  |                                          |
| 13   | Henri Rougier             | Lorraine-Dietrich | 4        | 1      | + 33:48,800   | 22    |                  |                                          |
| 14   | Camille Jenatzy           | Mercedes          | 4        | 1      | + 34:28,200   | 16    |                  |                                          |
| 15   | Beck                      | Martini           | 4        | 1      | + 45:47,600   | 28    |                  |                                          |
| 16   | Maurice Fabry             | Itala             | 4        | 1      | + 54:31,400   | 31    |                  |                                          |
| 17   | Gian Ferdinando Tomaselli | Bianchi           | 4        | 1      | + 58:21,200   | 15    |                  |                                          |
| 18   | Willy Salzer              | NAG               | 4        | 1      | + 1:01:06,200 | 32    |                  |                                          |
| 19   | Emil August Schmidt       | Dürkopp           | 4        | 1      | + 1:12:18,200 | 1     |                  |                                          |
| 20   | Francois Terry            | Gobron-Brillié    | 4        | 1      | + 1:21:40,000 | 27    |                  |                                          |
| 21   | Franz Adelberger          | Protos            | 4        | 1      | + 1:38:41,800 | 9     |                  |                                          |
| —    | Charles Deplus            | Pipe              | 3        | 1      | NC oder DNF   | 38    |                  |                                          |
| —    | Carlo Maserati            | Bianchi           | 3        | 1      | NC            | 29    |                  |                                          |
| —    | Viton                     | Rochet-Schneider  | 3        | 1      | DNF           | 23    |                  | von der Strecke abgekommen               |
| —    | Paul Henze                | Piedboeuf-Imperia | 3        | 1      | NC            | 19    |                  |                                          |
| —    | Eduard Douet              | Gobron-Brillié    | 2        |        | DNF           | 13    |                  | Defekt am Wechselwerk (Getriebeschaden?) |
| —    | Friedrich Opel            | Opel              | 2        |        | DNF           | 2     |                  | Wasserrohrbruch                          |
| —    | Paul Geller               | Adler             | 2        |        | DNF           | 11    |                  | Lenkung verbogen                         |
| —    | Saemann                   | Dixi              | 2        |        | DNF           | 24    |                  | Unfall                                   |
| —    | Victor Hémery             | Benz              | 1        |        | DNF           | 4     |                  | Kraftstoffleitung                        |
| —    | Benno Brauda              | Darracq           | 1        |        | DNF           | 37    |                  |                                          |
| —    | George Ison               | Daimler           | 1        |        | DNF           | 26    |                  | Unfall                                   |
| —    | John Moore-Brabazon       | Minerva           | 1        |        | DNF           | 6     |                  | Ölschluss                                |
| —    | Fernand Gabriel           | Lorraine-Dietrich | 1        |        | DNF           | 7     |                  | Maschinendefekt                          |
| —    | Albert Guyot              | Minerva           | 1 oder 0 |        | DNF           | 35    |                  | Unfall                                   |
| —    | Arthur Duray              | Lorraine-Dietrich | 1 oder 0 |        | DNF           | 36    |                  | Maschinendefekt                          |
| —    | Vincenzo Florio           | Darracq           | 0        |        | DNF           | 8     |                  | Maschinendefekt                          |
| —    | Willy Pöge                | Mercedes          | 0        |        | DNF           | 30    |                  | Vergaserbrand                            |
| —    | Hugo Wilhelm              | Métallurgique     | 0        |        | DNF           | 18    |                  | Hinterachse                              |
| —    | Emil Jeannin              | Sun               | -        |        | DNS           | (3)   |                  |                                          |